# ウェリントン公爵騎馬像 (旧王立取引所前)
ロンドンの旧王立取引所前に建つウェリントン公爵騎馬像（ウェリントンこうしゃくきばぞう、Equestrian statue of the Duke of Wellington）は、イギリスの軍人で、政治家でもあった初代ウェリントン公爵アーサー・ウェルズリーを記念する像の一つである。フランシス・レガット・チャントリーの作品で、1844年に除幕された。イギリス指定建造物第二級に指定されている。

## 外観
像はシティ・オブ・ロンドンの旧王立取引所前、バンク交差点を見下ろす位置に建つ。アーサー・ウェルズリーはワーテルローの戦いなど、軍人としての功績で知られ、軍服姿の銅像も多いが、この像は政治家としての功績に対して建てられたため、平服にマントをまとった姿である。台座の側面には"Wellington"の文字が、正面には"Erected June 18 1844"（1844年6月18日建立）の文字が刻まれている。台座の基礎部分には金属の銘板が取り付けられ、像設立の趣旨、構想から除幕までの経過が述べられている。

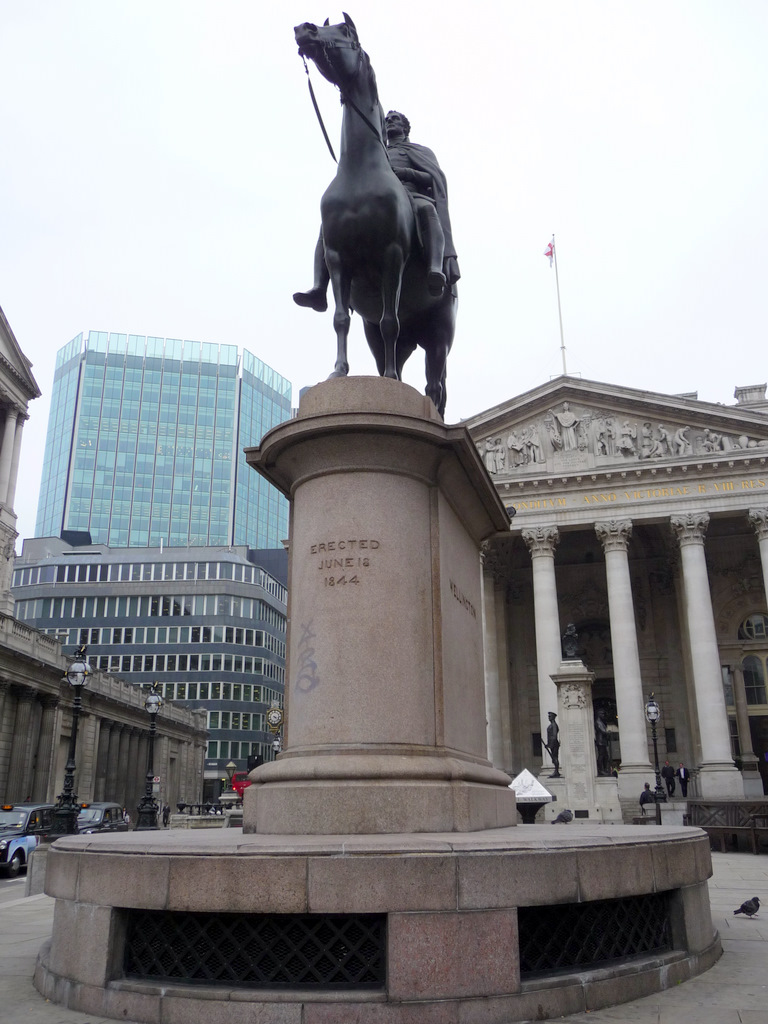
2009年。この年にロンドンで開催されたG20ロンドン・サミットの最中に抗議として書かれたと思われる落書きが見える。
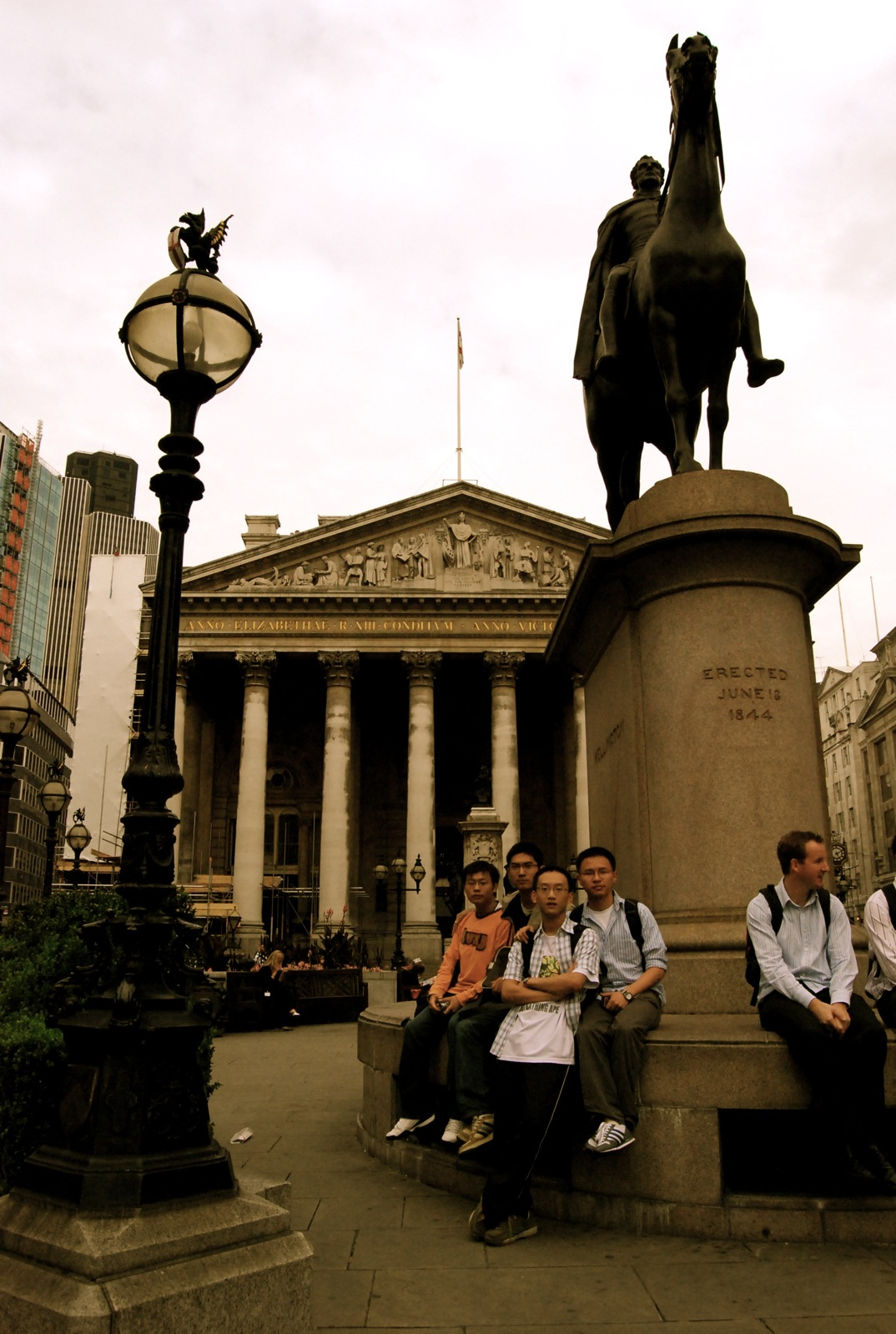
台座部分に腰掛ける者もいる。

## 歴史
18世紀末、それまで600年近く使用されたロンドン橋は老朽化が顕著となり、交通量の増加にも対応できなくなっていたことから、架け替えの必要性が指摘されていた。着工までには曲折があったものの、1824年には工事が始まった。新橋の建設が進むと、今度は新橋を介した道路の整備が提案された。財源に石炭税を充てる前提であったため、炭鉱を所有する貴族は反対したが、アーサー・ウェルズリーは整備の必要性を認識し、法案成立に尽力した。道路は1835年に完成し、当時の国王ウィリアム4世にちなんでキング・ウィリアム・ストリートと名付けられた。
1836年、ロンドン市長ウィリアム・テイラー・コープランド (William Taylor Copeland) は、道路整備におけるウェルズリーの尽力に感謝の意を示すため、像を建てることを提案した。像の制作者としては、リチャード・ウェストマコット (Richard Westmacott) 、ジョン・エドワード・カルー (John Edward Carew) 、トーマス・キャンベル (Thomas Campbell) 、エドワード・ホッジス・ベイリー (Edward Hodges Baily) といった名も挙がったが、有力だったのはマシュー・コーツ・ワイアットとフランシス・レガット・チャントリーの2名であった。この年ジョージ3世騎馬像を制作したワイアットも支持を集め、議会は半々に分かれたが、結局チャントリーに決まった。ワイアットは後に別の場所にウェルズリーの像を建てることになった。
チャントリーによる像制作は進み、1841年8月にはグラスゴーにウェルズリーの像を建てることになったフランスの彫刻家カルロ・マロケッティに対して対抗心を露にし、自作の出来栄えに自信を示していた。しかしこの年の11月、チャントリーは心臓発作で急死した。像は工房で助手をしていたヘンリー・ウィークス (Henry Weekes) が完成させることになった。1843年年頭の時点で像は完成形が分かる程度にまで制作が進んでいたが、設置が予定された王立取引所は1838年1月に火事に遭い再建工事中であり、像の設置は遅れた。
像の除幕式は1844年6月18日に行われた。この日は1815年の同じ日、ワーテルローの戦い、ウェルズリーが連合軍を率いてナポレオン・ボナパルトに勝利したことを記念して選ばれた。式にはウェルズリー自身が出席したほか、ヴィクトリア女王に会うためロンドンを訪れていたザクセン王フリードリヒ・アウグスト2世も出席した。